# Liste von Flurdenkmälern in Ettringen (Wertach)

Wappen von Ettringen

Lage der Gemeinde Ettringen im Landkreis Unterallgäu

Die Liste von Flurdenkmälern in Ettringen bietet eine Übersicht über Flurdenkmäler (Flurkreuze, Bildstöcke, Grenzsteine, Kapellen und Marterln) auf der Gemarkung der Gemeinde Ettringen und ihrer Ortsteile. Zusätzlich sind die Flurdenkmäler laut der Denkmalliste des Bayerischen Landesamtes für Denkmalpflege mit Stand von Juni 2016 aufgeführt. Darüber hinaus sind weitere Flurdenkmäler (Gedenksteine, Unfallkreuze usw.) enthalten. Die Tabelle erhebt keinen Anspruch auf Vollständigkeit.

## Hinweise zu den Angaben in der Tabelle
- In der Spalte Standort ist der Name des Ortes, Weilers usw., sowie die Straße oder die Richtung vom jeweiligen Ortsteil aus gesehen genannt, in dem oder in dessen Nähe sich das Flurdenkmal befindet.
- In der Spalte Bezeichnung ist die Art des Denkmals genannt, z. B. Flurkreuz, Bildstock usw.
- In der Spalte Entstehungszeit ist das Baujahr oder der Zeitraum der Entstehung des Flurdenkmals genannt.
- In der Spalte Denkmalnummer ist die Denkmalnummer des Bayerischen Landesamts für Denkmalpflege angegeben, sofern das Flurdenkmal unter Denkmalschutz steht.
- In der Spalte  kann der geografische Standort auf verschiedenen Karten per Klick auf das Icon angezeigt werden.
- In der Spalte Zusätzliche Informationen/Inschriften sind weitere Details oder in Anführungszeichen die originale Inschrift auf dem Flurdenkmal angegeben.

Bis auf die Spalte Bild sind alle Spalten sortierbar.

## Flurdenkmäler
| Standort                                           | Bezeichnung                        | Entstehungszeit | Denkmalnummer |                     | Zusätzliche Informationen/Inschriften | Bild           |
| -------------------------------------------------- | ---------------------------------- | --------------- | ------------- | ------------------- | --- | -------------- |
| Ettringen, Ecke Tussenhauser Straße / Welfenstraße | Skulptur „20 Jahre Einheit“        | 1998            |               | 48.104174 10.649864 | Die Metallskulptur des Ettringer Künstlers und Architekten Rüdiger Scherbaum wurde im Jahr 1998 enthüllt und erinnert an den Zusammenschluss der Dörfer Ettringen, Siebnach und Traunried zur Einheitsgemeinde Ettringen im Jahre 1978 im Zuge der bayerischen Gemeindereform. Der Platz war bis zum Bau des nebenan gelegenen Feuerwehrhauses der örtliche Lagerplatz für Landfahrer. Auf einer am Sockel angebrachten Edelstahlplakette wird die Bedeutung des Denkmals erklärt: „Ettringen-Siebnach-Traunried. Die Segmentbögen repräsentieren die drei Dörfer als verschmolzene Einheit. Die Kugel im Schoß der Plastik verkörpert die geleisteten und noch zu leistenden Arbeiten innerhalb der Einheitsgemeinde. Sie steht für das Perfekte und die Harmonie, welche unter den Dörfern herrschen soll. Mai 1998 Dipl.Ing(FH) Rüdiger Scherbaum“ | Weitere Bilder |
| Westlich von Ettringen                             | Feldkreuz mit Emmaus-Szene         |                 |               | 48.110619 10.640579 | Hölzernes Feldkreuz mit Sitzbank in einer Baumgruppe. Oben gemalte Farbtafel und Text „Herr, bleib bei uns, denn es will Abend werden und der Tag hat sich schon geneigt!“ | Weitere Bilder |
| Ettringen, Kapellenstraße 60 (Kläranlage)          | Metalltafel „Kläranlage Ettringen“ | 1992            |               | 48.117459 10.664803 | Die auf einem Findling angebrachte Bronzetafel am Kreisverkehr an der Kläranlage trägt neben dem Ettringen Wappen die Aufschrift: KLÄRANLAGE ETTRINGEN ERBAUT 1991–1992. |                |
| Forsthofen                                         | Kapelle St. Josef                  | 1885            | D-7-78-137-7  | 48.164214 10.661374 | Schlichter Kapellenbau mit dreiseitigem Schluss und Dachreiter mit geschweifter Haube, 18. Jahrhundert; mit Ausstattung | Weitere Bilder |